# 心雑音
心雑音（しんざつおん, cardiac murmur（カルディアック・マーマー））は正常な心臓では発生しない異常粗雑な心音であり、循環器病の診断の目安となる症候の1つ。

## 分類
心雑音の原因としては心臓の器質的異常を伴うものと伴わないものとがある。

### 音量
心雑音の音量は重症度を調べる目安となり、Levineの6段階分類法に従って評価されることが多い。

### 位相
心臓は心房と心室が交互に収縮しているので、心室が収縮と拡張を1回ずつ行うと心臓が1回鼓動した事になる。この1回の内、どのタイミングで雑音が聞えるかによって病態を診断する目安となる。タイミングは心音と比較する事で調べる。

#### 心音
心音は通常以下の順番で発生する。
I音（いちおん）
I音は、心室が収縮する時に房室弁が閉じ、血流が突然遮断されることに起因し発生するさまざまな要因の音。ドックンと言う擬音語のドッに相当する。
II音（におん）
II音は、心室が拡張する時に動脈弁が閉じる音。ドックンと言う擬音語のクンに相当する。
III音（さんおん）
III音は、拡張早期に心房から勢いよく来た血液が心室壁を振動させる事で生じる心音。
- 意義
心臓が元気な若者で聞こえる事がある。病的意義は、心筋壁が障害されている心筋症等が考えられる。

IV音（よんおん）
IV音は心房収縮時の血液流入に伴う衝突音。
これらの心音の内どれとどれの間に聞えるかで心雑音のタイミングを判断する。心雑音は出現時期により収縮期雑音、拡張期雑音、両者が混在する3種類に分類される。III音とIV音を合わせて過剰心音と呼ぶことがある。
収縮期雑音
収縮期雑音は心室が収縮しているときに出る雑音であり、心音で言えばI音とII音の間に聞える雑音、擬音語で言えばドッとクンの間で聞こえる音である。
拡張期雑音
拡張期雑音は心室が拡張しているときに出る雑音であり、心音で言えばII音とI音の間に聞える雑音、擬音語で言えばクンとドッの間で聞こえる音である。
混在するもの
混在するものはI音を超えて鳴りつづけるものや、II音を越えて鳴り続けるものがある。